# Campylocheta grisea
Campylocheta grisea là một loài ruồi trong họ Tachinidae.